# Кострыгин, Лев Григорьевич
Лев Григорьевич Кострыгин — советский хозяйственный, государственный и политический деятель.

## Биография
Родился в 1934 году в деревне Боброво. Член КПСС.
Окончил МАТИ им. Циолковского.
В 1970—1974 — секретарь парткома ВИЛС.
В 1974—1980 — председатель исполнительного комитета Кунцевского Совета депутатов трудящихся города Москвы.
В 1980—1983 — начальник Управления учёта и распределения жилой площадии исполнительного комитета Московского городского Совета депутатов трудящихся.
В 1983—1988 — начальник Управления кадров и учебных заведений исполнительного комитета Московского городского Совета депутатов трудящихся.
В 1988—1990 — начальник Главного управления кадров исполнительного комитета Московского городского Совета депутатов трудящихся.
После 1991 — член Совета Старейшин при Мэре Москвы.
Делегат XXIV съезда КПСС.
Жил в Москве.

## Награды
- Орден Трудового Красного Знамени
- Орден Знак Почёта